# Appel du 17 juin 1940 (Edmond Michelet)
Pour les articles homonymes, voir Appel du 17 juin 1940.

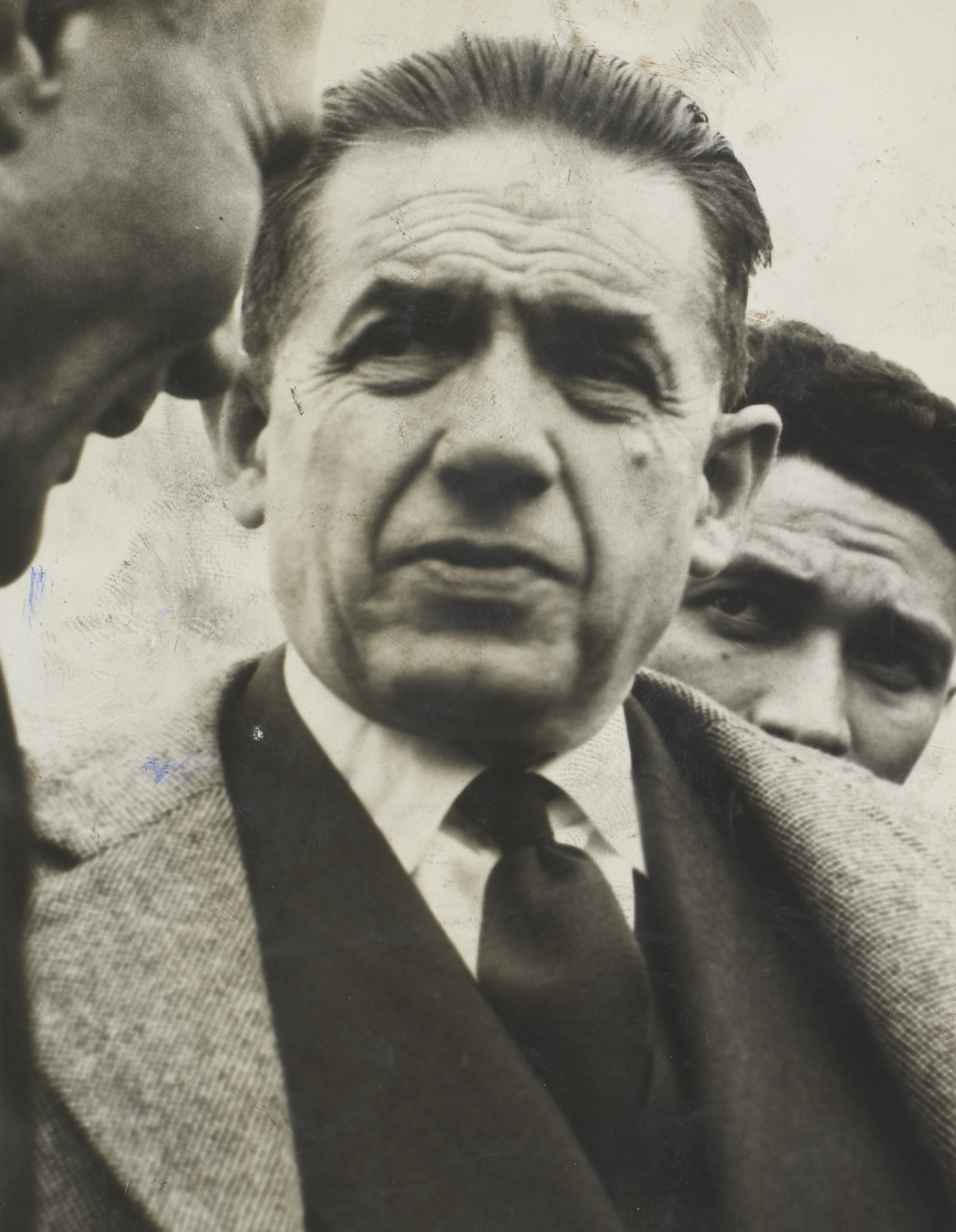
Edmond Michelet en 1960.

L'Appel du 17 juin 1940 désigne un tract d’Edmond Michelet, qui aurait été diffusé à Brive-la-Gaillarde.  
Avec le tract de Charles Tillon et celui de Daniel Cordier, il fait partie des premiers appels à la résistance sur le sol français,. 

## Contexte politico-diplomatique et militaire
Le 17 juin 1940, le maréchal Pétain, nommé président du Conseil par le président Albert Lebrun, fait un discours radiophonique indiquant qu'il accepte de diriger la France et qu'il faut cesser le combat. 
Or, dès 1938, Michelet, qui a lu Mein Kampf de Hitler traduit aux éditions latines, se montre inquiet de l’évolution de l’Europe. Dans un article du Petit Démocrate, il prône l’entente avec la Grande-Bretagne pour résister à l’expansion nazie. Il perçoit Munich comme une « abdication » et juge que la gravité de la situation exige un engagement civique plus prononcé.

## Le tract
Le tract est imprimé dans l’imprimerie du maire-adjoint Frédéric Malaure, et diffusé en ville par Michelet et « quelques amis » à Brive-la-Gaillarde le courant juin 1940. Par la suite, le tract est diffusé à Lyon où un exemplaire est retrouvé.

Le tract reprend un texte de Charles Péguy, L'Argent et commence par ces phrases :
« Celui qui ne se rend pas a raison contre celui qui se rend. C'est la seule mesure et il a raison absolument, je veux dire que la raison qu'il en a est un absolu »